# Noivado

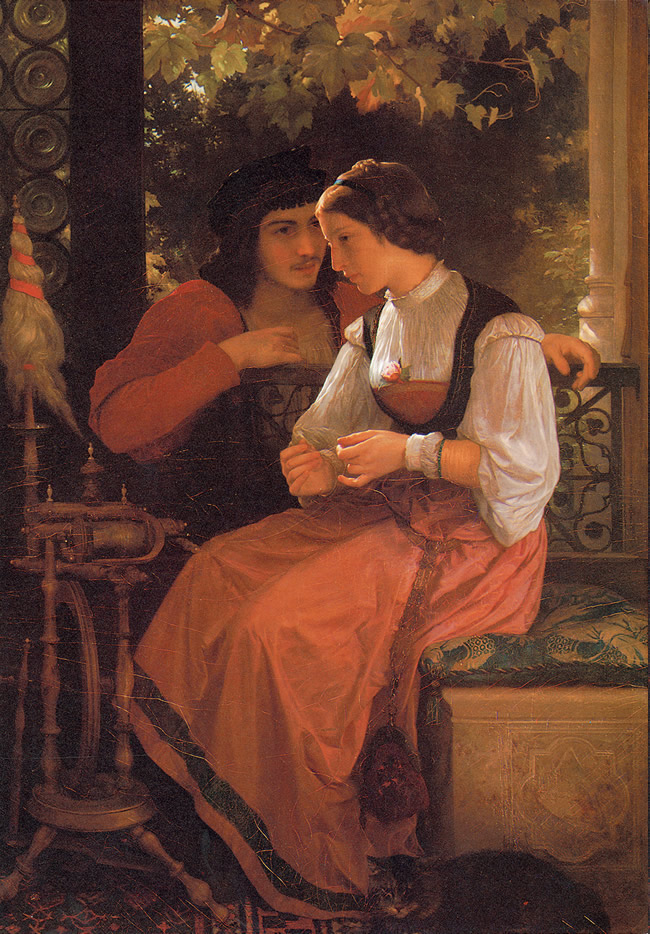
A Promessa (1872), pintura de William-Adolphe Bouguereau

Noivado é o período de tempo transcorrido entre o pedido de casamento feita entre duas pessoas e a celebração da boda. O noivado é uma relação que supõe um maior comprometimento que o namoro, pois estabelece a promessa de futuro casamento.
A festa de noivado (normalmente denominada apenas noivado) é a celebração que anuncia à sociedade que duas pessoas resolveram prometer-se em matrimônio.

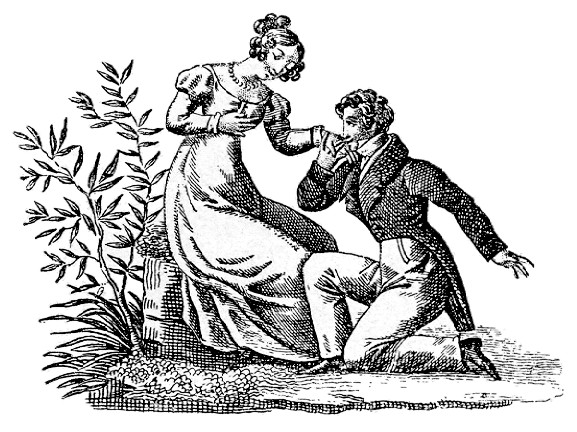
A clássica cena do "peço a tua mão em casamento", c. 1815

Nos tempos mais recentes, a promessa formal de matrimônio é cada vez menos frequente, bem como as festas de noivado.[carece de fontes?]
O tempo de noivado serve para os noivos acertarem os detalhes da festa e como viverão juntos (casa, endereço, móveis, etc).
A aliança de noivado é habitualmente utilizada na mão direita e posteriormente usada na mão esquerda no momento do casamento.
Atualmente, a joia símbolo desse momento é o anel de noivado. Um gesto mundialmente conhecido é quando o noivo se ajoelha para fazer o tão sonhado pedido.
A tradição vem da Idade Média, onde cavaleiros prestavam lealdade e respeito aos senhor feudal. Portanto, ao se ajoelhar para o pedido de casamento o futuro noivo promete lealdade e respeito a pedir a mão de sua futura noiva.[carece de fontes?]